# Кемаль Монтено

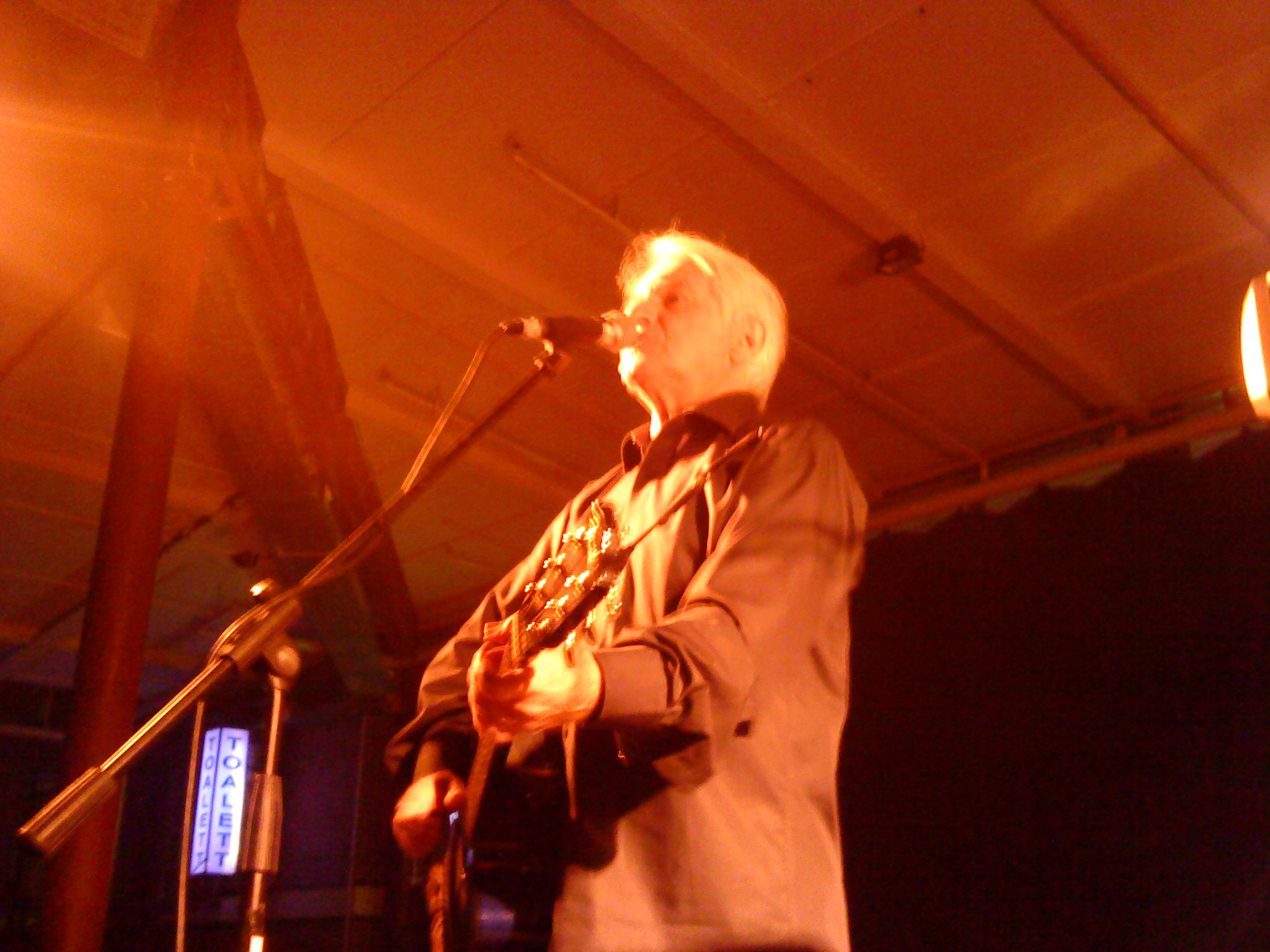
Кемаль Монтено, концерт у Мальме, лютий 2010 р

Кемаль Монтено (17 вересня 1948, м. Сараєво, Соціалістична Республіка Боснія і Герцеговина, ФНРЮ — 21 січня 2015, м. Загреб, Хорватія) — боснійський виконавець і автор пісень, чия кар'єра тривала з 1960-х на 2010-і роки.

## Біографія
Батько Освальдо Монтено був італійцем з Монфальконе. Під час Другої світової війни він був відправлений в Югославію в 1945 році, у Сараєво він зустрів боснійську жінку і закохався. Освальдо залишив свою вагітну дружину в Італії, щоб одружитися з Бахрією. Італійська дружина Освальдо народила в 1946 році дочку на ім'я Даніела, зведена сестра Монтено. Кемаль народився у Освальдо та Бахрії через два роки в Сараєво. Хоча його батько був католиком, а мати — мусульманкою, Монтено отримав мусульманське ім'я.
Освальдо розмовляв італійською мовою та співав пісні для Монтено, а мати співала йому боснійські севдалінки. І Освальдо, і Бахрія працювали на сараєвському стадіоні Кошево.
Наприкінці 1990-х років у Монтено діагностували діабет і він двічі на тиждень отримував тригодинний діаліз в Університетському лікарняному центрі Загреба. Діабет послабив його серце, і Монтено відчував, що стрес відвійни в його країні також сприяв його хворобі.
30 грудня 2011 року Монтено переніс серцевий напад і в січні 2012 року зробив шунтування. Виступ на Сплітському фестивалі 2012 року був скасований через проблеми зі здоров'ям а чутки про його смерть облетіли Інтернет 10 жовтня 2012 року, навіть як факт, що його зафіксували ЗМІ регіону.
Монтено помер у лікарні Загреба Ребро від пневмонії та сепсису 21 січня 2015 року через ускладнення після трансплантації нирки.
Він був похований у рідному місті Сараєво на Голому кладовищі 28 січня 2015 року, через сім днів після смерті.

## Творчість
Свою першу пісню «Lidija» Кемаль Монтено записав у 1967 році. Він мав успішну кар'єру в Югославії. Найбільш відомий завдяки пісні, написаній рідному місту: «Сараєво, любове моя».
Багато пісень Кемаля Монтено виконували інші співаки. Наприклад, «Bacila je sve niz rijeku» став хітом не тільки для нього, але і для Тоше Проескі, Црвена Ябука та Indexi. В інтерв'ю в лютому 2014 року Монтено сказав, що пісня «Вона не хотіла» була написана про дружину відомого югославського музиканта, яка була закохана в іншого співака.
З роками завдяки своєму музичному стилю він став відомий як «боснійський Рой Орбізон» і навіть «боснійський Ніл Даймонд».

## Особисте життя
Монтено познайомився зі своєю майбутньою дружиною Бранкою в 1967 році в Сараєво. Вони одружилися 26 червня 1971 року, коли він повернувся з обов'язкового перебування в Югославській Народній Армії. У них народилися дочка Адріана та син Джані. Кемаль Монтено провів всю війну 90-х років у Боснії та Герцеговині в обложеному Сараєво.

## Дискографія

### Компіляційні альбоми
- Volim te živote kakav jesi (1978)
- Платинова колекція (2007)
- Найкращий з… . // Прямий ефір (2012)
- 50 оригінальних пісень (2014)